# Nœud de vache (mathématiques)

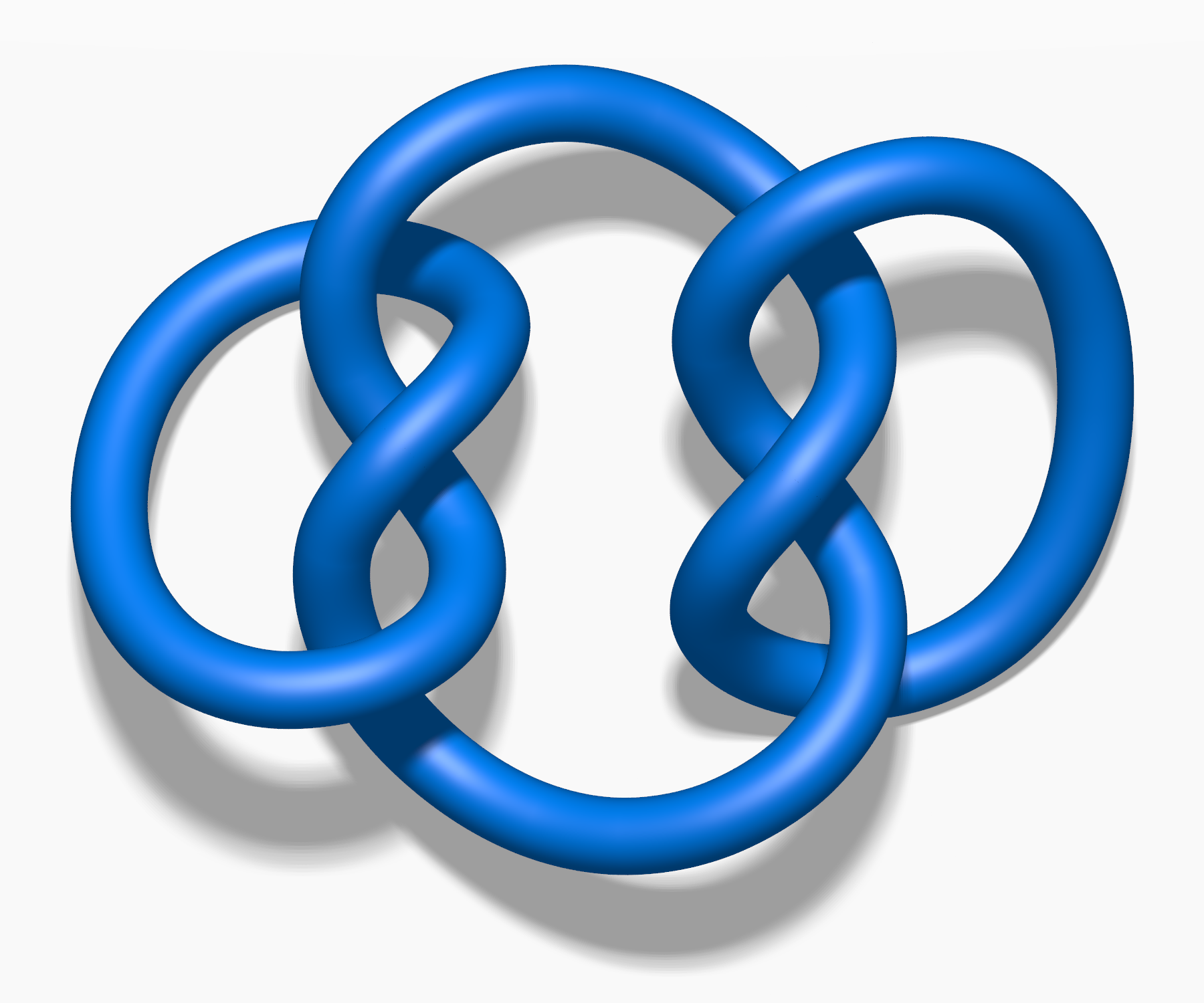
Représentation 3D

En théorie des nœuds, le nœud de vache est un nœud composé obtenu en effectuant la somme connexe de deux nœuds de trèfle identiques. Il est étroitement lié au nœud plat, qui est, lui, somme de deux nœuds de trèfles images miroir. Comme le nœud de trèfle est le nœud non trivial le plus simple, le nœud de vache et le nœud plat sont les plus simples des nœuds composés.
Le nœud de vache mathématique est la version mathématique du nœud de vache commun ; il est obtenu en reliant les bouts libres de ce dernier.

## Construction
Le nœud de vache est construit à partir de deux nœuds de trèfle de même orientation. Chacun des deux nœuds est sectionné, et les extrémités libres sont assemblées deux à deux. La somme qui en résulte est le nœud de vache.

Une courbe paramétrée simple suivant un nœud de vache est donnée par les formules {\displaystyle \left\{{\begin{array}{c}x=3\sin t+2\sin 3t\\y=\cos t-2\cos 3t\\z=\sin 10t\end{array}}\right.}. 

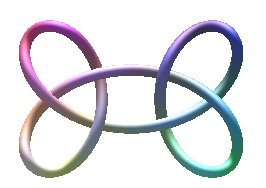
Nœud de vache obtenu par les formules précédentes
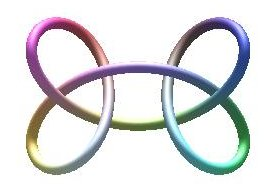
Nœud plat

## Propriétés
Le nombre de croisements  du nœud de vache est 6, soit le plus petit possible pour un nœud composé. Contrairement au nœud plat, le nœud de vache est un nœud alterné, ce qui montre qu'un nœud alterné n'est pas forcément premier. D'autre part, ce n'est ni un nœud ruban (en), ni un nœud bordant.
Le polynôme d'Alexander du nœud de vache est 
{\displaystyle \Delta (t)=(t-1+t^{-1})^{2}}
C'est simplement le carré du polynôme d’Alexandre du nœud de trèfle. De même, le polynôme d'Alexander- Conway du nœud de vache est 
{\displaystyle \nabla (z)=(z^{2}+1)^{2}.}
Ces deux polynômes sont les mêmes que ceux du nœud plat. Cependant, le polynôme de Jones pour le nœud de vache (dextre) est
{\displaystyle V(q)=(q^{-1}+q^{-3}-q^{-4})^{2}=q^{-2}+2q^{-4}-2q^{-5}+q^{-6}-2q^{-7}+q^{-8}.}
C'est le carré du polynôme de Jones du nœud de trèfle dextre, ce qui n'est pas le cas de celui du nœud plat.
Le groupe de nœud (en) du nœud de vache est donné par les relations : 
{\displaystyle \langle x,y,z\mid xyx=yxy,xzx=zxz\rangle .}
Il est isomorphe au groupe de nœud du nœud plat et constitue l'exemple le plus simple de deux nœuds différents dont les groupes de nœuds sont isomorphes.